# Периодаты меди(II)
Периодаты меди(II) — неорганические соединения, соли металла меди и иодной кислоты.

## Метапериодаты
- Метапериодат меди(II) Cu(IO4)2 — синие кристаллы, образуются при кипячении раствора ацетата меди(II) с ортопериодной кислотой:

{\displaystyle {\mathsf {Cu(CH_{3}COO)_{2}+2H_{5}IO_{6}\ {\xrightarrow {}}\ Cu(IO_{4})_{2}+2CH_{3}COOH+4H_{2}O}}}

## Ортопериодаты
- Кислый ортопериодат меди(II) Cu2HIO6·nH2O (где n = 1, 2, 3) — зеленовато-жёлтые кристаллы. Образуется при действии ортопериодной кислоты на дигидроксодикарбонат меди(II):

{\displaystyle {\mathsf {CuCO_{3}\cdot Cu(OH)_{2}+H_{5}IO_{6}\ {\xrightarrow {}}\ Cu_{2}HIO_{6}+CO_{2}\uparrow +3H_{2}O}}}
или действие ортопериодата натрия на избыток сульфата меди(II):
{\displaystyle {\mathsf {2CuSO_{4}+Na_{2}H_{3}IO_{6}\ {\xrightarrow {}}\ Cu_{2}HIO_{6}+2NaHSO_{4}}}}
- Ортопериодат меди(II) Cu5(IO6)2·nH2O (где n = 3, 5, 7) — зелёные кристаллы.

## Дипериодаты
- Дипериодат меди(II) Cu2I2O9·6H2O — зеленые кристаллы, получают при упаривании суспензии гидроксида меди(II) в ортопериодной кислоте:

{\displaystyle {\mathsf {2Cu(OH)_{2}+2H_{5}IO_{6}\ {\xrightarrow {100^{o}C}}\ Cu_{2}I_{2}O_{9}+7H_{2}O}}}